# Bella Bournacheva
Bella Alekseïevna Bournacheva (en russe : Бэлла Алексеевна Бурнашева) est une astronome russe à qui le centre des planètes mineures crédite la découverte de 13 astéroïdes numérotés entre 1969 et 1971, sous le nom B. A. Burnasheva.
L'astéroïde (4427) Burnashev a été nommé en son honneur.
| (2010) Tchebychev | 13 octobre 1969   |
| (2232) Altaj      | 15 septembre 1969 |
| (2259) Sofievka   | 19 juillet 1971   |
| (2327) Gershberg  | 13 octobre 1969   |
| (2697) Albina     | 9 octobre 1969    |
| (3406) Omsk       | 21 février 1969   |
| (3921) Klement'ev | 19 juillet 1971   |
| (4109) Anokhin    | 17 juillet 1969   |
| (4465) Rodita     | 14 octobre 1969   |
| (5075) Goryachev  | 13 octobre 1969   |
| (5218) Kutsak     | 9 octobre 1969    |
| (6278) Ametkhan   | 10 octobre 1971   |
| (7318) Dyukov     | 17 juillet 1969   |